# 石井镇 (费县)
石井镇，是中华人民共和国山東省临沂市费县下辖的一个乡镇级行政单位。

## 行政区划
石井镇下辖以下地区：
高岩庄村、石井村、银河村、翼城村、柴禾峪村、鸭汪村、香城村、齐家峪村、高桥村、黄公庄村、银山村、葛针园村、东西峪村、板桥村、莲花村、安乐村、龙山村、龙泉庄村、苗家圈村、同兴村、富兴庄村和大安村。